# Paectes fuscescens
Paectes fuscescens är en fjärilsart som beskrevs av Walker 1855. Paectes fuscescens ingår i släktet Paectes och familjen nattflyn. Inga underarter finns listade i Catalogue of Life.